# Saint-Pé-Delbosc
 Saint-Pé-Delbosc  là một xã ở tỉnh Haute-Garonne vùng Occitanie tây nam nước Pháp. Xã Saint-Pé-Delbosc nằm ở khu vực có độ cao 310 mét trên mực nước biển.